# 粉红溲疏
粉红溲疏（学名：Deutzia rubens）为虎耳草科溲疏属下的一个种。

## 扩展阅读
- 維基物種上的相關：粉红溲疏